# طالب

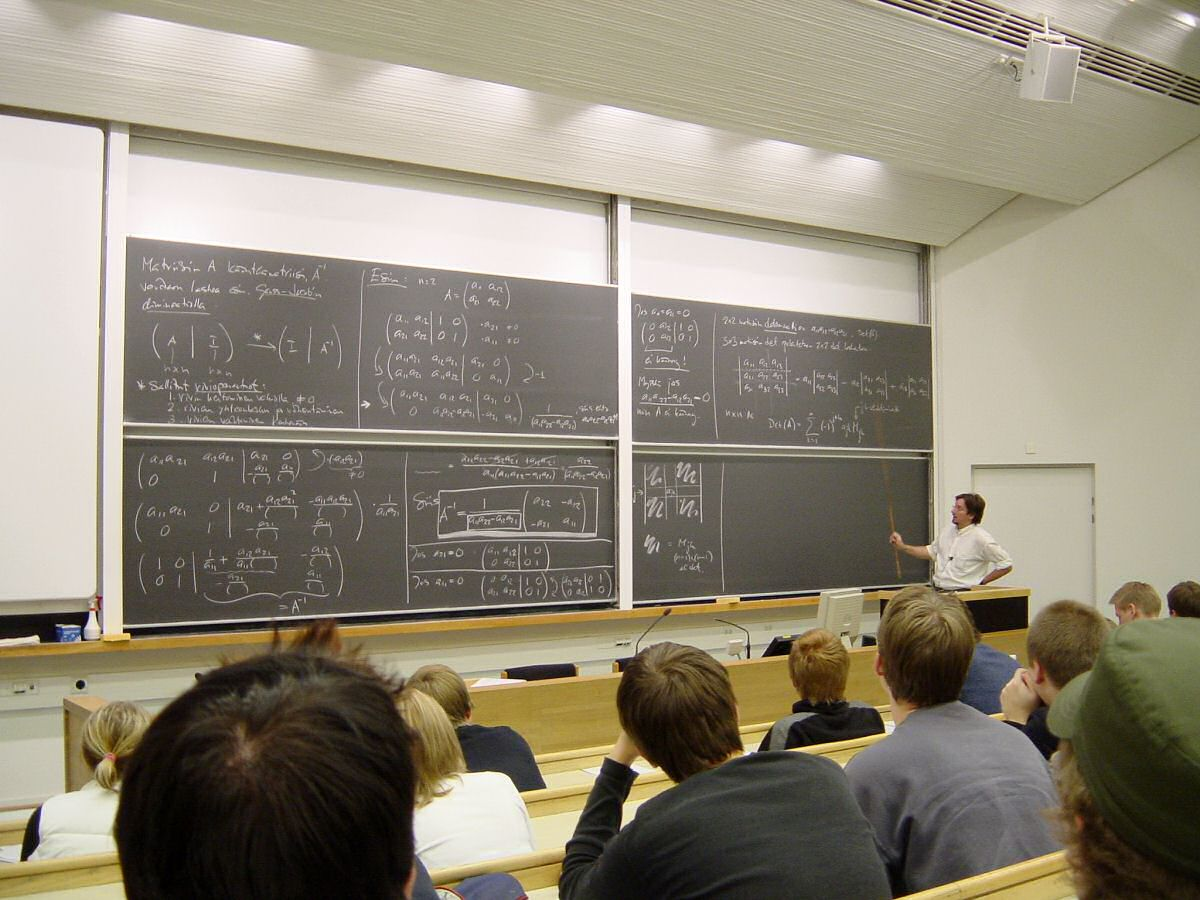
طلاب في محاضرة في علم الجبر في جامعة هلسنكي للتكنولوجيا

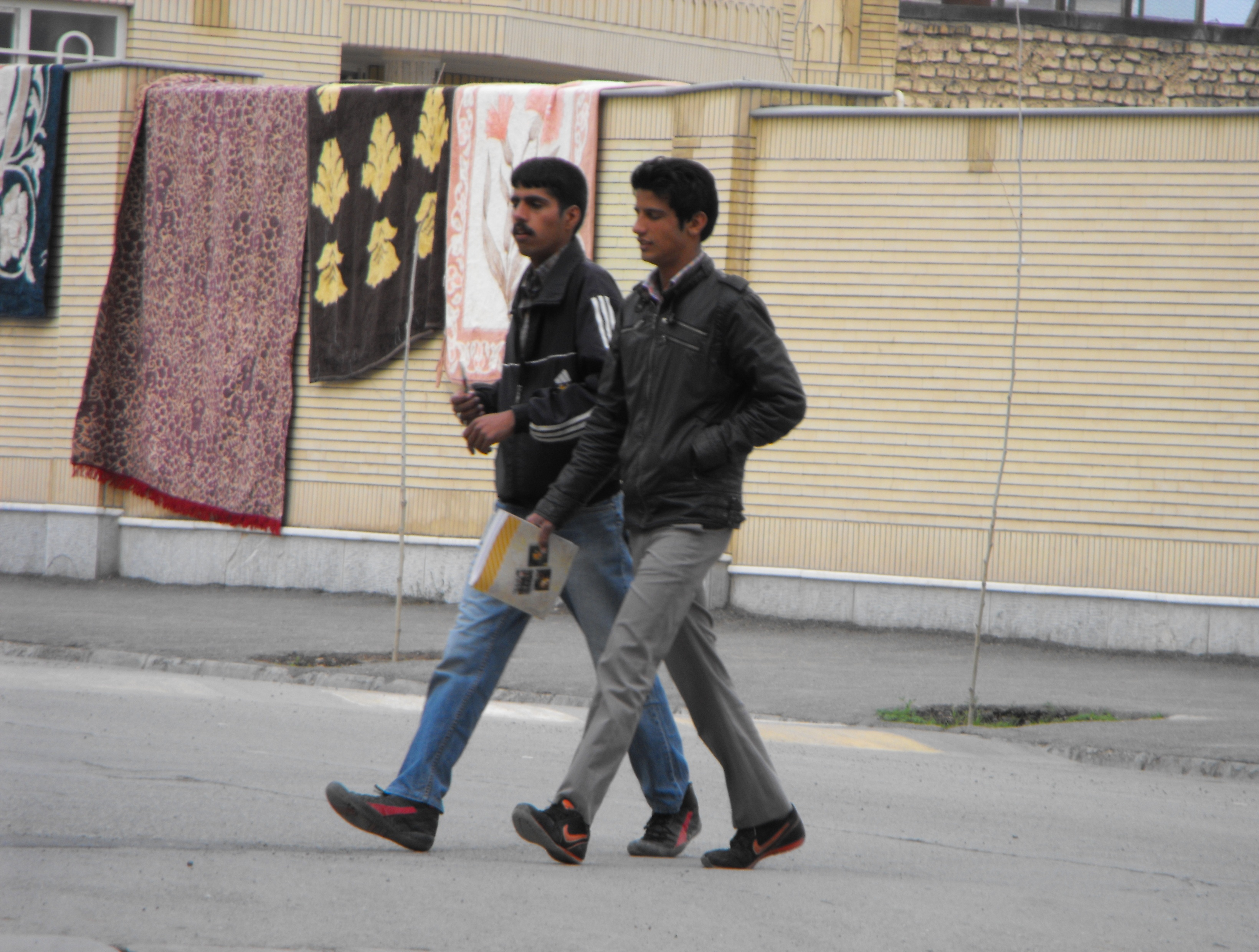
طالبان زميلان في طريق مدرستهما، في صباح المبکر، نيسابور

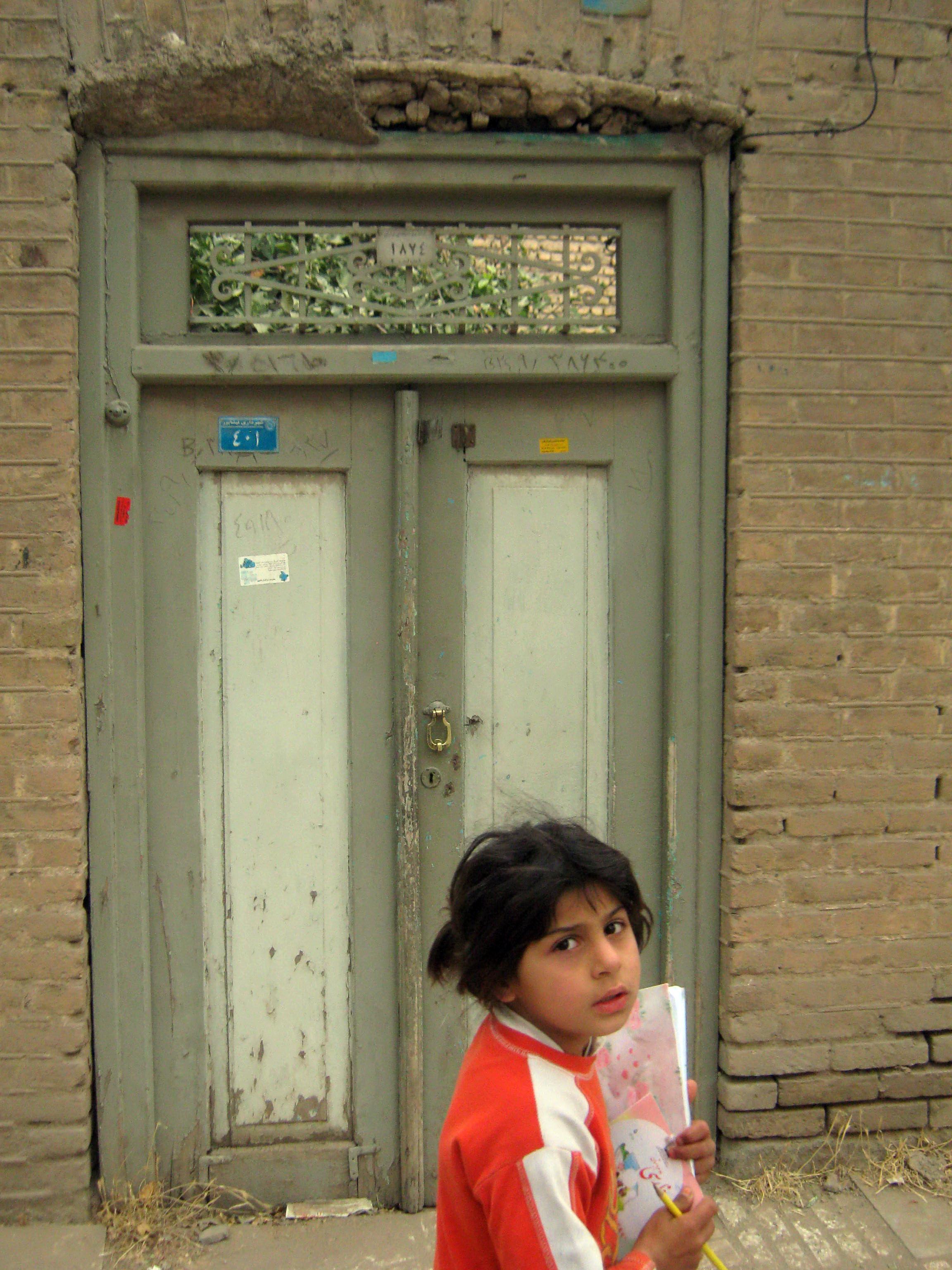
طالبة إيرانية تذهب إلى منزل زميلها للدراسة توأما في المساء، في مدينة نيسابور

الطالب (اقتضاب طالب عِلم) أو المتعلِّم هو فرد طالب للمعرفة أو دارس في مؤسسة تعليمية، بينما يغلب استخدام كلمة تلميذ المدرسة الحديثة. وتلاميذ المدرسة طلاب للعلم أيضا. ولكن يغلب إطلاق الاسم على من يدرس في الجامعات والكليات والمعاهد الدراسية العليا. وتسمى الفتاة أثناء دراستها طالبة وجمعها طالبات. وفي المدرسة تلميذة وجمعها تلميذات.

## مدة الدراسة

### المدرسة
يمضي الإنسان ما يعادل 16 عاما من عمره أو أكثر في الدراسة، معتمدا على المرحلة الدراسية التي يبدأ منها، والمرحلة التي ينهى تعليمه فيها. وقبول خريج المدرسة في أغلب الأحيان إلى الجامعات مرهون بتمضيته بنجاح ما لا يقل عن 12 سنة دراسية، وذلك ابتداء من الصف الابتدائي الأول. وأن يكون قد حصل على شهادة عامة بنجاح في سنته الأخيرة من دراسته كالثانوية العامة أو البكالوريا الدولية وما يوازيها.

### الجامعة أو الكلية
التعليم الجامعي في معظم جامعات وكليات العالم ينقسم إلى أربعة مراحل. يمكن للطالب أن ينهي دراسته في نهاية أي منها بنجاح:
- المرحلة الأولى : الدبلوم يمضي فيه الطالب من سنتين أو سنتين ونصف حسب التخصص الذي اختاره.
- المرحلة الثانية : البكالوريوس يمضي فيه الطالب من أربعة إلى خمس سنوات حسب التخصص الذي اختاره.
- المرحلة الثالثة : الماجستير يمضي فيه الطالب من سنة إلى اثنتين حسب التخصص الذي اختاره وحسب نشاطه وحسب نظام الجامعة.
- المرحلة الرابعة : الدكتوراه يمضي فيه الطالب من سنة إلى سنتين وأحيانا ثلاث سنوات حسب التخصص الذي اختاره وحسب نشاطه وحسب نظام الجامعة. وفي نهاية المدة عليه تقديم رسالة بحثية تسمى رسالة الدكتوراه تناقشه فيها لجنة من أساتذة الجامعة تقرر استحقاقه ليمنح درجة الدكتوراه في التخصص الذي اختاره.